# 大阪市立扇町第二商業高等学校
大阪市立扇町第二商業高等学校（おおさかしりつおおぎまちだいにしょうぎょうこうとうがっこう）は、かつて大阪府大阪市北区松ヶ枝町1-38にあった公立の商業高等学校。1992年度より、新船場高等学校、天王寺第二商業高等学校、西第二商業高等学校とあわせて大阪市立の定時制商業高校4校との統合により、大阪市立中央高等学校となった。

## 概要
- 大阪市立扇町商業高等学校の定時制課程という形で置かれていた。
- 最終的には、商業科のみだったが、かつては普通科や家庭科も置かれていた。

## 沿革
- 1935年 大阪市立扇町商業学校内に夜間部を置く。
- 1945年6月1日 校舎を大阪市立堀川国民学校に移転。
- 1946年11月1日 校舎を大阪市立北野国民学校に移転。
- 1948年 4月1日 学制改革により大阪市立扇町第二商業高等学校が開校。商業科ほか普通科・家庭科を置く。
- 1949年 9月25日 校舎を大阪市北区堂島西2番地にある大阪市立扇町商業高等学校の校舎内に移転。
- 1957年 2月24日 普通科を廃止。
- 1957年 3月31日 大阪市立扇町商業高等学校とともに校舎を北区松ヶ枝町5に移転。
- 1986年 9月 新校舎が完成。
- 1991年 この年度の入学生をもって生徒募集を終了。生徒数：男女あわせて176[1]
- 1992年 新船場高等学校、天王寺第二商業高等学校、西第二商業高等学校とあわせて大阪市立の定時制商業高校4校との統合により、大阪市立中央高等学校となる。
- 1995年3月31日 閉校。

## 設置学科
- 定時制課程
  - 商業科
  - 普通科[注 2][2][3]。
  - 家庭科[注 3][2][3]。

## 校歌
- 大阪市立扇町第二商業高等学校校歌：廣橋一男が作詞、古関裕而が作曲をした[2][4]。
- 校歌　1、昇る朝日を迎えては　世界の商都大阪に　額に汗を流しつつ　勤めは人の命ぞと　ああ誇りもて　励みなば理想を高く掲げなん
- 2，夕べの星の輝けば　楠木生うる学び舎に　たゆむことなき心もて　励み学は身の幸ぞ　ああ世の道を照らすべき歓喜に胸は躍るべし

## クラブ活動
- ソフトボール部が、1980年の「第30回大阪高等学校総合体育大会定通の部」で優勝、1981年の第31回大会で3位の実績がある。また、1980年および1981年の大阪市立大会ではそれぞれ優勝した実績がある[2][5]。
- ほか、柔道部や体操部、卓球部、バレーボール部がとりわけ活発だった[2][5]。

## 著名な出身者
- 梅田隆司 - 音楽指導者、大阪桐蔭高校吹奏楽部総監督